# Belontia
Belontia is een geslacht van straalvinnige vissen uit de familie van de echte goerami's (Osphronemidae).

## Soorten
- Belontia hasselti (Cuvier, 1831)
- Belontia signata (Günther, 1861)